# Paweł Heintsch
Paweł Heintsch (ur. 4 czerwca 1924 we Lwowie, zm. 11 stycznia 2008 w Otwocku) – polski duchowny rzymskokatolicki i poeta.

## Zarys biografii
Był synem Stefana i Heleny, lekarzy lwowskich. W okresie II wojny światowej służył jako podchorąży i kurier Komendy Obwodu Lwowskiego Armii Krajowej. Po wojnie studiował początkowo medycynę na Akademii Medycznej w Gdańsku, a następnie filologię polską i filozofię chrześcijańską. W 1955 otrzymał święcenia kapłańskie. Magisterium z polonistyki uzyskał na Uniwersytecie Warszawskim, zaś z apologetyki na Akademii Teologii Katolickiej w Warszawie.
Jako kapłan pracował w 12 parafiach. Ostatnią z nich była parafia pw. Ofiarowania Najświętszej Maryi Panny w Ostrołęce nad Pilicą. Zmarł w Domu Księży Emerytów w Otwocku.

## Twórczość
Jako poeta debiutował na łamach „Ilustrowanego Kuriera Codziennego” w 1938. Opublikował następujące tomy poetyckie: Niepowrotne godzinny (Poznań 1959), Gruzy Panteonu (Londyn 1974), Dwustronne widzenie (Warszawa 1980), Na tropie Jonasza (Radom 1985), Szukanie nieba (Warszawa 1989), Spacery po starym domu (Warszawa 1993), wybór wierszy Wszystkim samotnym (Białystok 1993), Światła więcej (Białystok 1995), Złowione Atlantydy (Lublin 1997), Skansen ptaków (Białystok 1997), Sto wierszy (Wrocław 1999), Czas powrotu (Białystok 2003), oraz Przedmioty – krótkie nowele (Lublin 1998), Wilki, owce i pasterze. Reportaż z pamięci (Warka 2000).
Autor licznych prac o Norwidzie – m.in. Biblia u Norwida (1974), Norwid a religia (1979), Psychologiczna analiza postawy religijnej u Norwida (1990), Klucz do Norwida (1991). 
Laureat nagrody literackiej im. Włodzimierza Pietrzaka „za twórczość poetycką o wyrazistym nurcie refleksji religijnej” (1988). Był członkiem Związku Literatów Polskich.

## Pamięć
Jego imię nosi Publiczne Gimnazjum w Dębnowoli.